# Laminaal
Een laminaal is in de fonetiek een foon geproduceerd door het belemmerren van de luchtstroom in de mond met het midden van de tong. Dit in tegenstelling tot een apicaal, waarbij de luchtstroom wordt beperkt met het puntje van de tong. Deze onderscheiding is alleen van toepassing bij coronale medeklinkers.
Het verschil tussen laminaal en apicaal komt niet veel voor binnen een taal. Daar waar het verschil wel voorkomt, betreft het meestal fricatieven en affricaten, hoewel enkele Indianentalen uit Californië dit verschil ook kennen bij plosieven. 
Omdat laminalen het platte stuk van de tong gebruiken, beslaan ze een breder contactgebied dan apicalen. Er zijn laminale klanken bekend die het gehele voorstuk van de mond beslaan, van het harde verhemelte tot de tanden. 